# Loftus (plaats)
Loftus is een civil parish in het bestuurlijke gebied Redcar and Cleveland, in het Engelse graafschap North Yorkshire met 7988 inwoners.